# Riutort (Berguedà)
El Riutort és un riu-torrent que neix sota l'antic llogaret de Gavarrós i s'uneix per la dreta al Llobregat en el pont de l'Espelt, més avall de la Pobla de Lillet. Al costat del mateix es pot veure una mina de petroli i també a prop les restes de l'església de Santa Cecília, de l'Edat Mitjana.